# 鈴木貫太郎
铃木贯太郎（日语：鈴木 貫太郎/すずき かんたろう，1868年1月18日—1948年4月17日），日本海军大将，曾任聯合艦隊司令長官、天皇侍从武官长，在二二六事件中被皇道派官兵襲擊住所，受槍擊重伤。在太平洋戰爭末期受日本昭和天皇任命，以時年77歲高齡，出任内阁总理大臣（1945年4月7日－1945年8月17日），並於昭和天皇的終戰廣播，日本无条件投降後第二天以完成結束戰爭的任務為由，提出內閣總辭。該內閣僅在任133天，但致力於秉承昭和天皇意志，在外則戰局破敗盟軍步步進逼、內則民生凋敝而日本陸軍橫暴的本土決戰與高度兵變的壓力下，終得以免於內部動亂，順利結束戰爭，是成功結束戰爭最關鍵的人物。

## 生平

### 家世
1868年1月18日，出生於和泉國大鳥郡伏尾新田（今大阪府堺市中區伏尾，關宿藩的飛地），是關宿藩藩士鈴木由哲的長男。1871年，本籍移至千叶县東葛飾郡關宿町（今野田市）。1877年，移居群馬縣前橋市。

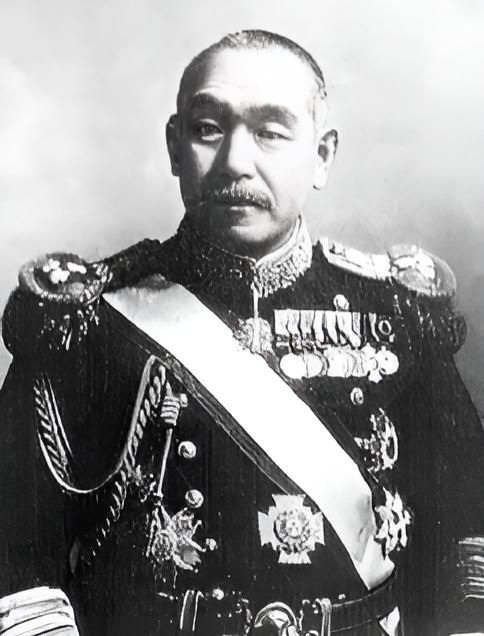
着海军将官礼服的鈴木貫太郎

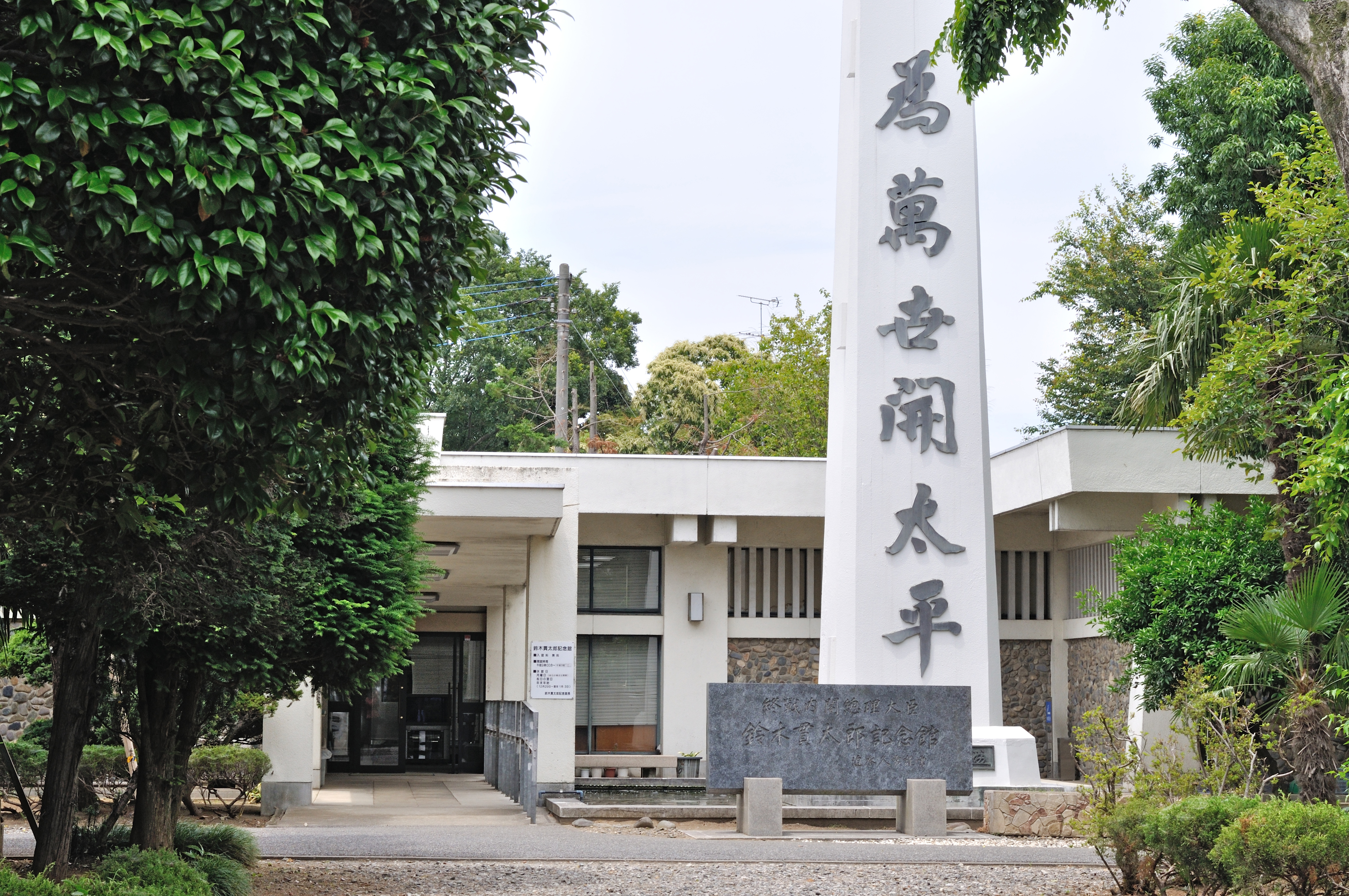
鈴木貫太郎紀念館

### 海軍軍人
1884年，於海軍兵學校第14期入學，1887年毕业。在甲午戰爭时为第六号魚雷艇艇长，在威海衛之戰時作為第三魚雷艇隊的一部攻擊北洋水師，但該艇因魚雷管故障未能發射鱼雷，負責鱼雷的兵曹長上崎辰次郎戰後因此引咎切腹。
1897年海军大学首期入學，1898年毕业。海军大学毕业后为该校教官。1905年任第四驅逐艦隊司令長官，持高速近距離射法，由於訓練猛烈，被部下稱為「鬼艇長」、「鬼貫太郎」、「鬼貫」的綽號。
日俄战争时，任第二舰队驱逐队司令，擊沉俄軍戰艦3艘、巡洋艦2艘，幫助日本海軍在对马海峡海战大勝，自己則獲贈功三級金鵄勳章。後任驻德國武官。1914年，晉升海軍次官，進行西門子事件的事後處理。1923年（大正12年），晉升海軍大將。1924年，擔任聯合艦隊司令長官。1925年，擔任海軍军令部部長。

### 從政
1929年1月，轉入预备役，担任侍从长。1929年2月，兼任日本枢密院顾问官。
1936年，在皇道派青年将领发动的帝都不祥事件（二二六事件）中，時任天皇侍從長的鈴木遭叛军安藤輝三大尉率部刺殺，鈴木在左頭部、左胸、左大腿根部中彈，安藤抽出佩刀打算殺死鈴木。被士兵壓制在屋側的鈴木之妻見狀大聲制止，表示「请你们住手，他已经是老人了，我願以命相代」，安藤見高齡68歲的鈴木多處槍傷，八疊大的房間血流遍地，於是向鈴木妻子道歉，表示他們對鈴木本人非常尊敬，是為了政治改革而不得不殺鈴木，並命部下們齊向鈴木敬禮後即離去。叛變部隊離開後，鈴木起身問「賊人都離開了嗎?」。鈴木妻子曾在皇居擔任撫育昭和天皇等皇族幼子的工作長達10年，熟悉一定的急救知识，替鈴木止血處置後，她打電話給宮內大臣湯淺倉平，住在附近的日本医科大学校长盐田广重也帮忙急救。铃木送到医院以后一度心跳停止，醫師以復甦術急救，居然成功挽回性命。
1940年6月24日，任枢密院副议长。1940年7月，任教育审议会总裁。1943年擔任樞密院副議長時，會議間海軍大臣島田繁太郎對於山本五十六戰死保密的海軍甲事件語焉不詳，鈴木問「是何時發生的?」，島田官僚式地回答「這是海軍的機密，我不能說。」平日溫厚寡言的鈴木突然大聲斥責島田「我可是帝國海軍大將，你刚才这种回答算什么东西?」（俺は帝国の海軍大将だ! お前の今のその答弁は何であるか!）（鈴木1928年編為預備役，1932年編為後備役，1937年退役，然而海軍軍官身份乃終身制，雖然退役但他仍具有大將階級。）在座的人都非常惊愕，感叹「鬼貫」依然健在。
1944年，任枢密院议长。

### 結束戰爭
1945年4月小磯國昭內閣倒閣，4月7日，昭和天皇任命他能信任時年77歲的鈴木出任内阁总理大臣。鈴木最大的任務就是結束當時不僅令日本凋敝不堪更是日益嚴苛的戰爭。而其中的關鍵自然是海、陸兩軍的軍方態度。內閣海軍大臣是鈴木由小磯內閣繼續延攬留任的米內光政，米內自始就是反對與美開戰的立場，並且當時日本海軍已然極度缺乏可用資源與船艦，海軍大臣的掙扎是抵抗陸軍明確主張採取納粹德國投降前“陸主海從體制”步入被陸軍吸收的結局。最困難的無疑是處理陸軍問題。當時日本陆军高階將領認為戰役雖處處失利，但戰爭並沒有戰敗，堅持本土決戰、一億玉碎的觀念。
1945年4月12日美國總統羅斯福逝世，相較於當時戰況已如風中殘燭的納粹德國，希特勒在無線電廣播中以粗穢的言詞詛咒羅斯福；而鈴木以內閣總理大臣名義發布的悼唁電文，被BBC讚譽具有騎士精神，4月23日美國時代雜誌刊登了鈴木部分電文如下:
I must admit that Roosevelt's leadership has been very effective and has been responsible for the Americans' advantageous position today. For that reason, I can easily understand the great loss his passing means to the American people and my profound sympathy goes to them.

译文：「我必須承認，羅斯福的領導非常有效，為美國人民今天所享有的優勢地位具有功勞。因此，我能夠理解他的離世對美國人民意味著巨大的損失，並對他們深表同情。」
對內他要達成結束戰爭的任務，並且平和地處理素以暴走聞名的陸軍，避免嚴重政變。鈴木選擇他任昭和天皇侍從長當時，任職天皇侍從武官的阿南惟幾取代小磯內閣的杉山元，成為新任陸軍大臣。在東條英機等人多年來的影響與操作下，陸軍高階軍官若不是主戰派，在當時早已被貶為預備役甚至後備役。阿南惟幾雖然也是主戰派，然而他對鈴木的尊敬始於任職天皇侍從武官之時。由於盟軍《波茨坦宣言》中對於天皇在戰後皇位保存沒有明確承諾，而且陸軍省與外務省對盟軍的回覆有認知差距，加深了當時陸軍拒絕投降的意念。雖然阿南在屢次內閣會議上以陸軍的立場針鋒相對，但並不影響他對鈴木的尊敬。
1945年8月14日，日本宣佈投降前一天，天皇主持的御前會議決定接受波茨坦宣言後，阿南惟幾帶了雪茄對鈴木說：「對於終止戰爭的爭議開始以來，我代表陸軍強硬的意見，給本應幫助的總理帶來很多麻煩，我鄭重致歉。但請您理解，這是為國家和陛下著想，並沒有其它用心。這雪茄來自前線。我不抽雪茄，聽說閣下喜歡，就拿給您了。」鈴木回答：「從開始我就心懷感激地知道你的感受。這一切都源於你對國家的熱情。然而，對於國家和皇室的未來，我沒有那麼悲觀。國家會恢復，皇室一定會得到保護。日本一定會重建成功。」阿南點點頭說：「我也是這麼想的。」然後就離開了總理官邸。鈴木對內閣書記長官迫水久常說：「這是阿南道別的方式。」幾個小時後，阿南惟幾在陸軍大臣官邸切腹自盡。雖然阿南惟幾切腹前，陸軍青年軍官企圖武裝阻止天皇投降廣播的政變行動，宮城事件已然發動。然而阿南惟幾事先與東京地區實際掌握部隊的幾位指揮官所聯繫的安排，使這個政變被迅速弭平。後來的日本傳記文學作者認為阿南惟幾切腹自盡，打消了日本陸軍軍人後續以武力發動事變的意念。鈴木啟用阿南惟幾作為陸相的決定，成功解決了日本陸軍對於終戰爭執的最大難題，是將局勢終於成功發展為結束戰爭的關鍵。
鈴木敦促昭和天皇下决心接受《波茨坦宣言》，在經過原子彈爆炸和日本投降之后，以「自己的使命已结束」為由，宣布内阁总辞，成为战前昭和时期最后一任首相。后再度任枢密院议长、皇族审议会总裁。
《终战诏书》（玉音放送）就是由时任日本首相的铃木贯太郎起草，迫水久常、川田瑞穗、安冈正笃执笔完成，其他内阁大臣亦曾参与修订。
1948年4月17日，死於肝癌，葬於千叶县東葛飾郡關宿町實相寺。大多數遺物在千葉縣野田市鈴木貫太郎紀念館展示。

## 外部連結
- 鈴木貫太郎內閣與波茨坦宣言、無條件投降

| 官衔                     | 官衔                                                         | 官衔                     |
| ------------------------ | ------------------------------------------------------------ | ------------------------ |
| 前任： 小磯國昭          | 日本內閣總理大臣 第42任：1945年                              | 繼任： 東久邇宮稔彥王    |
| 前任： 原嘉道 平沼騏一郎 | 日本樞密院議長 第20任：1944年－1945年 第22任：1945年－1946年 | 繼任： 平沼騏一郎 清水澄 |
| 前任： 原嘉道            | 日本樞密院副議長 第14任：1940年－1944年                      | 繼任： 清水澄            |
| 前任： 重光葵            | 日本外務大臣 第42任：1945年（兼任）                          | 繼任： 東鄉茂德          |
| 前任： 重光葵            | 日本大東亞大臣 第42任：1945年（兼任）                        | 繼任： 東鄉茂德          |
| 军职                     |                                                              |                          |
| 前任： 山下源太郎        | 日本海軍軍令部總長 第8任：1925年－1929年                     | 繼任： 加藤寬治          |
| 前任： 竹下勇            | 日本海軍聯合艦隊司令長官 第15任：1924年                      | 繼任： 岡田啟介          |
| 前任： 竹下勇            | 日本海軍第1艦隊司令長官 第14任：1924年                       | 繼任： 岡田啟介          |
| 前任： 村上格一          | 日本海軍吳鎮守府司令長官 第15任：1922年－1924年              | 繼任： 竹下勇            |
| 前任： 小栗孝三郎        | 日本海軍第3艦隊司令長官 1921年－1922年                       | 繼任： 中野直枝          |
| 前任： 伏見宮博恭王      | 日本海軍第2艦隊司令長官 1920年－1921年                       | 繼任： 中野直枝          |